# Filoteu (patriarca d'Alexandria)
|  | No s'ha de confondre amb Filoteu d'Alexandria. |

Filoteu va ser patriarca Ortodox d'Alexandria des de l'any 1435 al 1459.
Va rebutjar els acords per la unió entre les Esglésies Llatina i Ortodoxa aprovats al Concili de Florència l'any 1439 i va participar en el Sínode de Jerusalem el 1443 que va condemnar la comunió amb l'Església llatina argumentant que era falsa i invàlida.